# 4-Stunden-Rennen von Abu Dhabi 2023, 2. Rennen

Streckenlayout des Yas Marina Circuit

Das zweite 4-Stunden-Rennen von Abu Dhabi 2023, auch Asian Le Mans Series, 4 hours of Abu Dhabi, fand am 19. Februar auf dem Yas Marina Circuit statt und war der vierte und letzte Wertungslauf der Asian Le Mans Series dieses Jahres.

## Das Rennen
Nach zwei zweiten Rängen und einem dritten Rang bei den drei vorangegangenen Meisterschaftsrennen siegten Charlie Eastwood, Ayhancan Güven und Salih Yoluç im Oreca 07 und gewannen die Fahrerwertung der Asian Le Mans Series 2023. Nach einer Fahrzeit von 4:02:36,303 Stunden hatte das Trio einen Vorsprung von 1,903 Sekunden auf Ahmad Al Harthy, Neel Jani und Nikita Masepin in einem weiteren Oreca 07.

## Ergebnisse

### Schlussklassement
| 1           | LMP2 | 3  | DKR Engineering            | Charlie Eastwood Ayhancan Güven Salih Yoluç              | Oreca 07                     | 130 |
| 2           | LMP2 | 98 | 99 Racing                  | Ahmad Al Harthy Neel Jani ---- Nikita Masepin            | Oreca 07                     | 130 |
| 3           | LMP2 | 37 | Cool Racing                | Alexandre Coigny Malthe Jakobsen                         | Oreca 07                     | 130 |
| 4           | LMP2 | 25 | Algarve Pro Racing         | James Allen John Falb Kyffin Simpson                     | Oreca 07                     | 130 |
| 5           | LMP2 | 22 | United Autosports          | Paul di Resta Philip Hanson James McGuire                | Oreca 07                     | 129 |
| 6           | LMP2 | 23 | United Autosports          | Oliver Jarvis Garnet Patterson Yasser Shahin             | Oreca 07                     | 128 |
| 7           | LMP2 | 44 | Autoracing Club Bratislava | Miroslav Konôpka Nico Pino László Tóth                   | Oreca 07                     | 127 |
| 8           | LMP3 | 8  | Graff Racing               | Fabrice Rossello Xavier Lloveras François Hériau         | Ligier JS P320               | 125 |
| 9           | LMP3 | 17 | Cool Racing                | Cedric Oltramare Adrien Chila Marcos Siebert             | Ligier JS P320               | 124 |
| 10          | LMP3 | 29 | MV2S Racing                | Jérôme de Sadeleer ---- Viacheslav Gutak Fabien Lavergne | Ligier JS P320               | 124 |
| 11          | LMP3 | 4  | Nielsen Racing             | Anthony Wells Matthew Bell                               | Ligier JS P320               | 124 |
| 12          | LMP3 | 73 | Inter Europol Competition  | John Corbett Alexander Bukhantsov James Winslow          | Ligier JS P320               | 124 |
| 13          | LMP3 | 53 | Inter Europol Competition  | Kai Askey Wyatt Brichacek Miguel Cristóvão               | Ligier JS P320               | 123 |
| 14          | LMP3 | 1  | CD Sport                   | Michael Jensen Nick Adcock Valdemar Eriksen              | Ligier JS P320               | 123 |
| 15          | LMP3 | 18 | 360 Racing                 | Frédéric Jousset Sebastián Álvarez Ross Kaiser           | Ligier JS P320               | 123 |
| 16          | LMP3 | 2  | CD Sport                   | ---- Vladislav Lomko James Sweetnam Jacques Wolff        | Ligier JS P320               | 122 |
| 17          | GT   | 7  | Haupt Racing Team          | Al Faisal Al Zubair Luca Stolz Martin Konrad             | Mercedes-AMG GT3 Evo         | 121 |
| 18          | GT   | 34 | Walkenhorst Motorsport     | Chandler Hull Nicky Catsburg Thomas Merrill              | BMW M4 GT3                   | 121 |
| 19          | GT   | 19 | Leipert Motorsport         | Gabriel Rindone Brendon Leitch Marco Mapelli             | Lamborghini Huracán GT3 Evo  | 121 |
| 20          | GT   | 20 | Herberth Motorsport        | Nicolas Leutwiler Mikkel Pedersen Matteo Cairoli         | Porsche 911 GT3 R            | 121 |
| 21          | GT   | 10 | GetSpeed                   | Raffaele Marciello Fabian Schiller Florian Scholze       | Mercedes-AMG GT3 Evo         | 121 |
| 22          | GT   | 72 | HubAuto Racing             | Liam Talbot Jules Gounon Ollie Millroy                   | Mercedes-AMG GT3 Evo         | 121 |
| 23          | LMP2 | 24 | Nielsen Racing             | Mathias Beche Ben Hanley Rodrigo Sales                   | Oreca 07                     | 120 |
| 24          | GT   | 21 | AF Corse                   | Stefano Costantini Simon Mann Miguel Molina              | Ferrari 488 GT3 Evo 2020     | 120 |
| 25          | GT   | 88 | Garage 59                  | Alexander West Benjamin Goethe Marvin Kirchhöfer         | McLaren 720S GT3             | 120 |
| 26          | GT   | 99 | Herberth Motorsport        | Ralf Bohn Axcil Jefferies Robert Renauer                 | Porsche 911 GT3 R            | 120 |
| 27          | GT   | 59 | Garage 59                  | Nick Halstead Louis Prette Rob Bell                      | McLaren 720S GT3             | 120 |
| 28          | GT   | 95 | TF Sport                   | John Hartshorne Henrique Chaves Jonny Adam               | Aston Martin Vantage AMR GT3 | 120 |
| 29          | GT   | 33 | Herberth Motorsport        | Antares Au Alfred Renauer Klaus Bachler                  | Porsche 911 GT3 R            | 120 |
| 30          | GT   | 66 | Bullitt Racing             | Valentin Hasse-Clot Jacob Riegel Martin Berry            | Aston Martin Vantage AMR GT3 | 119 |
| 31          | GT   | 57 | CarGuy                     | Takeshi Kimura Frederik Schandorff Mikkel Jensen         | Ferrari 488 GT3 Evo 2020     | 119 |
| 32          | GT   | 91 | Herberth Motorsport        | Alex Malykhin Joel Sturm Harry King                      | Porsche 911 GT3 R            | 119 |
| 33          | GT   | 16 | GetSpeed                   | Bihuang Zhou Zhongwei Wang Alexandre Imperatori          | Mercedes-AMG GT3 Evo         | 117 |
| 34          | LMP3 | 5  | DKR Engineering            | Tom Van Rompuy Valentino Catalano                        | Duqueine M30 - D08           | 115 |
| 35          | LMP3 | 63 | Inter Europol Competition  | Adam Ali John Schauerman James Dayson                    | Ligier JS P320               | 103 |
| Ausgefallen |      |    |                            |                                                          |                              |     |
| 36          | LMP2 | 43 | Inter Europol Competition  | Nolan Siegel Christian Bogle Charles Crews               | Oreca 07                     | 124 |
| 37          | LMP3 | 15 | RLR MSport                 | Amir Feyzulin Bijoy Garg Andres Latorre Canon            | Ligier JS P320               | 107 |
| 38          | GT   | 6  | Haupt Racing Team          | Arjun Maini Frank Bird Michael Blanchemain               | Mercedes-AMG GT3 Evo         | 79  |
| 39          | GT   | 77 | D'Station Racing           | Satoshi Hoshino Tomonobu Fujii Charlie Fagg              | Aston Martin Vantage AMR GT3 | 65  |
| 40          | LMP3 | 55 | Rinaldi Racing             | Lorcan Hanafin Matthias Lüthen Jonas Ried                | Duqueine M30 - D08           | 48  |
| 41          | LMP3 | 9  | Graff Racing               | Éric Trouillet Sébastien Page Belén García               | Ligier JS P320               | 47  |
| 42          | LMP3 | 11 | WTM by Rinaldi Racing      | Torsten Kratz Leonard Weiss Nicolás Varrone              | Duqueine M30 - D08           | 1   |

### Nur in der Meldeliste
Hier finden sich Teams, Fahrer und Fahrzeuge, die ursprünglich für das Rennen gemeldet waren, aber aus den unterschiedlichsten Gründen daran nicht teilnahmen.
| Pos. | Klasse | Nr. | Team                         | Fahrer                                          | Chassis                      |
| ---- | ------ | --- | ---------------------------- | ----------------------------------------------- | ---------------------------- |
| 43   | GT     | 65  | Viper Niza Racing            | Douglas Khoo Dominic Ang                        | Aston Martin Vantage AMR GT3 |
| 44   | GT     | 67  | Orange Racing Powered by JMH | Simon Orange Michael O’Brien Marcus Clutton     | McLaren 720S GT3             |
| 45   | GT     | 74  | Kessel Racing                | Michael Broniszewski David Fumanelli Ben Barker | Ferrari 488 GT3 Evo 2020     |

### Klassensieger
| Klasse | Fahrer              | Fahrer          | Fahrer          | Fahrzeug             | Platzierung im Gesamtklassement |
| ------ | ------------------- | --------------- | --------------- | -------------------- | ------------------------------- |
| LMP2   | Charlie Eastwood    | Ayhancan Güven  | Salih Yoluç     | Oreca 07             | Gesamtsieg                      |
| LMP3   | Fabrice Rossello    | Xavier Lloveras | François Hériau | Ligier JS P320       | Rang 8                          |
| GT     | Al Faisal Al Zubair | Luca Stolz      | Martin Konrad   | Mercedes-AMG GT3 Evo | Rang 17                         |

### Renndaten
- Gemeldet: 45
- Gestartet: 42
- Gewertet: 35
- Rennklassen: 3
- Zuschauer: unbekannt
- Wetter am Renntag: warm und trocken
- Streckenlänge: 5,281 km
- Fahrzeit des Siegerteams: 4:02:36,303 Stunden
- Gesamtrunden des Siegerteams: 130
- Gesamtdistanz des Siegerteams: 686,300 km
- Siegerschnitt: unbekannt
- Pole Position: Ahmad Al Harthy – Oreca 07 (#98) – 1:43,003
- Schnellste Rennrunde: Paul di Resta – Oreca 07 (#22) – 1:42,139
- Rennserie: 4. Lauf zur Asian Le Mans Series 2023